# Рудольф I фон Тюбинген
Рудольф I фон Тюбинген (Rudolf I. von Tübingen) (ок. 1165 — 17.03.1219) — пфальцграф Тюбингена с 1182 года.
Второй сын пфальцграфа Гуго II и Елизаветы фон Брегенц (старший сын Генрих умер ещё при жизни отца). В 1182 году после смерти родителя унаследовал Тюбинген. А Хуго, младший из трёх братьев, ещё при жизни матери получил её графство Брегенц и стал основателем рода Монфортов, существовавшего до 1787 года.
В 1181 году (не позднее 30 июля) Рудольф I фон Тюбинген женился на Мехтильде фон Гляйберг, графине Гиссена, дочери и наследнице Вильгельма фон Гляйберга.
В 1183 году основал монастырь премонстрантов Бебенхаузен. Однако не позднее 1189 года премонстранты выселились, и их место заняли цистерцианцы.
Сыновья Рудольфа I фон Тюбингена и Мехтильды фон Гляйберг:
- Готфрид, пфальцграф
- Хуго III (ум. 1227 или позже), пфальцграф Тюбингена
- Рудольф II (ум. 1248)), пфальцграф Тюбингена
- Вильгельм I (ум. не ранее 1252), граф Гиссена.

В некоторых источниках упоминаются дочери:
- Елизавета, монахиня монастыря Св. Маргариты в Вальдкирхе
- Не известная по имени — жена маркграфа Готфрида II фон Ронсберга.